# 음부르

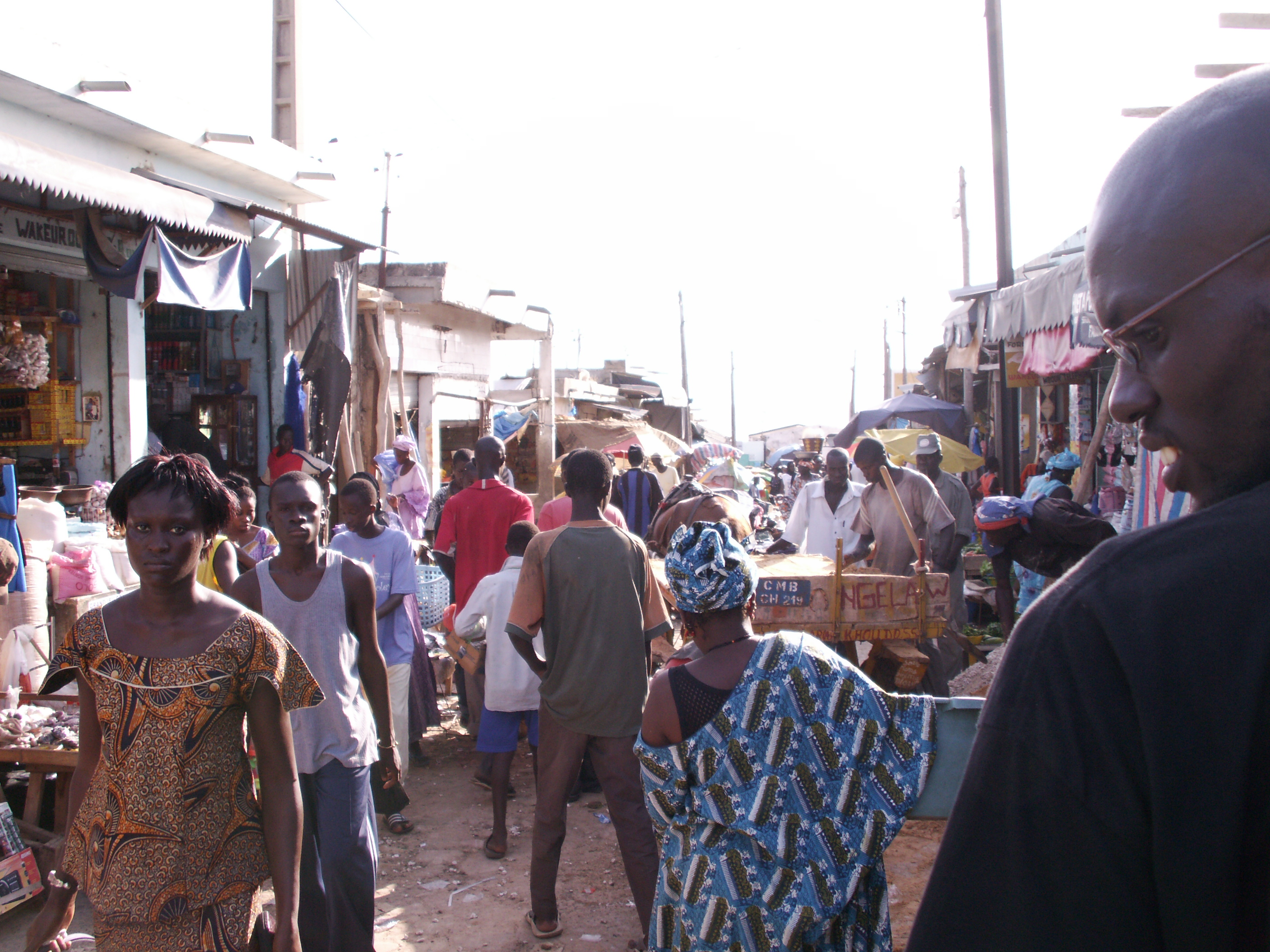
음부르 시가지

음부르(프랑스어: M'Bour)는 세네갈 티에스 주에 위치한 도시로 인구는 153,503명(2002년 기준)이다. 수도 다카르에서 남쪽으로 약 80km 정도 떨어진 곳에 위치한다. 세네갈 제2의 항구 도시이며 주요 산업은 관광업, 어업, 땅콩 가공업이다.